# 소녀 검객 아즈미 대혈전
소녀 검객 아즈미 대혈전(あずみ, Azumi)은 일본에서 제작된 기타무라 류헤이 감독의 2003년 액션, 전쟁, 모험 영화이다. 우에토 아야 등이 주연으로 출연하였고 야마모토 마타이치로 등이 제작에 참여하였다.

## 출연

### 주연
- 우에토 아야

### 조연
- 오구리 슌
- 나리미야 히로키
- 코하시 켄지
- 가네코 타카토시
- 이시가키 유마
- 사노 야스타카
- 스즈키 신지
- 에이타
- 야마구치 쇼고
- 키타무라 카즈키
- 엔도 켄이치
- 시미즈 카즈야
- 료
- 오다기리 죠
- 하라다 요시오
- 이부 마사토
- 키타무라 가츠키
- 마츠모토 미노루
- 오카모토 아야
- 사카구치 타쿠
- 사카키 히데오
- 다케나카 나오토

## 제작진
- 원작자: 고야마 유
- 미술: 하야시다 유지